# Paula Fox
Paula Fox, född 22 april 1923 i New York, död 1 mars 2017 i Brooklyn i New York, var en amerikansk författare som bland annat skrivit ungdomsboken Slavskeppet från år 1986. Hennes vuxenromaner, till exempel Desperate characters, återupptäcktes av författaren Jonathan Franzen som i förordet till nyutgåvan skriver att romanen "är bättre än något av hennes samtida författare Roth, Bellow eller Updike".